# École pour l'informatique et les techniques avancées
École pour l'informatique et les techniques avancées (EPITA) er et fransk ingeniør-institut tilknyttet IONIS Education Group.

## Fodnoter
1. ↑  EPITA